# Levon Ishtoyan
Levon Arutyunovich Ishtoyan (en arménien : Լևոն Հարությունի Իշտոյան, et en russe : Левон Арутюнович Иштоян), né le 3 septembre 1947 à Léninakan en Union soviétique, est un footballeur international soviétique, qui évoluait au poste d'attaquant. 

## Biographie
Il réalise le doublé coupe-championnat en 1973 avec le club de Ararat Erevan : il marque d'ailleurs les deux buts de son équipe en finale de la coupe.
Au sein des compétitions continentales européennes, il dispute six matchs en Coupe d'Europe des clubs champions (un but), six en  Coupe de l'UEFA (deux buts), et enfin une rencontre en Coupe des coupes.
Levon Ishtoyan reçoit huit sélections en équipe d'Union soviétique en 1971 et 1974, sans inscrire de but. Il joue son premier match en équipe nationale le 18 septembre 1971, en amical contre l'Inde (victoire 5-0 à Moscou). Il reçoit sa dernière sélection le 17 avril 1974, en amical contre la Yougoslavie (victoire 0-1 à Zenica).
Il émigre aux USA à la fin des années 1980 pour lancer une école privée sportive qui porte son nom.

## Statistiques
| Saison                | Club                  | Championnat           | Championnat | Championnat | Coupe(s) nationale(s) | Coupe(s) nationale(s) | Compétition(s) continentale(s) | Compétition(s) continentale(s) | Compétition(s) continentale(s) | Union soviétique | Union soviétique | Total | Total |
| Saison                | Club                  | Division              | M.          | B.          | M.                    | B.                    | Comp.                          | M.                             | B.                             | M.               | B.               | M.    | B.    |
| 1965                  | Shirak Léninakan      | D3                    | 16          | 1           | 2                     | 0                     | -                              | -                              | -                              | -                | -                | 18    | 1     |
| 1966                  | Shirak Léninakan      | D2                    | 21          | 0           | 1                     | 0                     | -                              | -                              | -                              | -                | -                | 22    | 0     |
| 1967                  | Shirak Léninakan      | D2                    | 38          | 4           | -                     | -                     | -                              | -                              | -                              | -                | -                | 38    | 4     |
| 1968                  | Shirak Léninakan      | D2                    | 16          | 3           | -                     | -                     | -                              | -                              | -                              | -                | -                | 16    | 3     |
| Sous-total            | Sous-total            | Sous-total            | 91          | 8           | 3                     | 0                     | -                              | -                              | -                              | -                | -                | 94    | 8     |
| 1968                  | Ararat Erevan         | D1                    | 3           | 0           | -                     | -                     | -                              | -                              | -                              | -                | -                | 3     | 0     |
| 1969                  | Ararat Erevan         | D1                    | 28          | 5           | 1                     | 0                     | -                              | -                              | -                              | -                | -                | 29    | 5     |
| 1970                  | Ararat Erevan         | D1                    | 30          | 3           | 4                     | 1                     | -                              | -                              | -                              | -                | -                | 34    | 4     |
| 1971                  | Ararat Erevan         | D1                    | 29          | 2           | 4                     | 0                     | -                              | -                              | -                              | 4                | 0                | 37    | 2     |
| 1972                  | Ararat Erevan         | D1                    | 28          | 3           | 2                     | 0                     | C3                             | 6                              | 2                              | -                | -                | 36    | 5     |
| 1973                  | Ararat Erevan         | D1                    | 30          | 8           | 9                     | 3                     | -                              | -                              | -                              | 3                | 0                | 42    | 11    |
| 1974                  | Ararat Erevan         | D1                    | 29          | 7           | 6                     | 0                     | C1                             | 4                              | 1                              | 1                | 0                | 40    | 8     |
| 1975                  | Ararat Erevan         | D1                    | 19          | 0           | 5                     | 1                     | C1+C2                          | 2+1                            | 0                              | -                | -                | 27    | 1     |
| Sous-total            | Sous-total            | Sous-total            | 196         | 28          | 31                    | 5                     | -                              | 13                             | 3                              | 8                | 0                | 248   | 36    |
| Total sur la carrière | Total sur la carrière | Total sur la carrière | 287         | 36          | 34                    | 5                     | -                              | 13                             | 3                              | 8                | 0                | 342   | 44    |

## Palmarès
Ararat Erevan
- Championnat d'Union soviétique (1) :
  - Champion : 1973.

- Coupe d'Union soviétique (2) :
  - Vainqueur : 1973 et 1975.